# Muḥa
Muha  è un nome proprio di persona berbero maschile

## Varianti
- Maschili: Moha, Mouha, Muh.

## Origine e diffusione
Muha è un nome derivato da Muhammad, Maometto, il profeta della religione islamica. È un nome tipico del Marocco centrale, ma è anche usato in diverse altre zone berberofone del Nordafrica.

## Persone
- Mouha ou Hammou Zayani, capo militare marocchino berbero appartenente alla grande confederazione degli Zayani
- Moha ou-Lhoussein Achiban, cantante e danzatore di Ahidous del Medio Atlante Marocco

## Fonti
- Muha su prenoms.doctissimo.fr, su prenoms.doctissimo.fr.
- Scheda sul nome Muha, su sonprenom.com. URL consultato il 29 luglio 2010 (archiviato dall'url originale il 26 gennaio 2011).